# Líté
Líté é uma comuna checa localizada na região de Plzeň, distrito de Plzeň-sever.